# Цианамид серебра
Цианамид серебра — неорганическое соединение,
соль серебра и амида циановой кислоты (цианамида)
с формулой Ag2CN2,
жёлтые кристаллы,
не растворяется в воде.

## Получение
- Обменная реакция цианамида натрия и нитрата серебра:

{\displaystyle {\mathsf {Na_{2}CN_{2}+2AgNO_{3}\ {\xrightarrow {\ }}\ Ag_{2}CN_{2}\downarrow +2NaNO_{3}}}}

## Свойства
Цианамид серебра — образует жёлтые кристаллы
моноклинной сингонии, пространственная группа P 21/c, параметры ячейки a = 0,7315 нм, b = 0,6010 нм, c = 0,6684 нм, β = 102,29°, Z = 4
.
Не растворяется в воде (р ПР = 23,4) и органических растворителях.

## Химические свойства
- Растворяется в растворах цианистого калия:

{\displaystyle {\mathsf {Ag_{2}CN_{2}+4KCN\ {\xrightarrow {\ }}\ 2K[Ag(CN)_{2}]+K_{2}CN_{2}}}}
- Разлагается при нагревании [2]:

{\displaystyle {\mathsf {2Ag_{2}CN_{2}\ {\xrightarrow {470^{o}C}}\ 4Ag+(CN)_{2}+N_{2}}}}